# Tomáš Ujfaluši
Tomáš Ujfaluši (Rýmařov, Češka, 24. travnja 1978.) je češki bivši nogometaš.
Ujfaluši je igrač kojeg krase ogromna fizička snaga i izdržljivost te može igrati na pozicijama središnjeg braniča ili desnog beka. U karijeri je osim u Češkoj nastupao i za klubove iz Bundeslige, Serie A, Süper Lige i Primere.

## Karijera

### Klupska karijera
Ujfaluši je profesionalnu karijeru započeo 1996. godine s 18 godina za Sigmu Olomouc. U prosincu 2000., tijekom zimskog prijelaznog roka, igrač potpisuje za njemački HSV. Za klub je debitirao na prvenstvenoj utakmici protiv Energie Cottbusa te se prometnuo u standardnog igrača kluba. Tako je do kraja sezone odigrao 16 od 17 prvenstvenih utakmica za klub, no HSV je prvenstvo završio na 13. mjestu a sljedeće sezone na 11. mjestu.
U sezoni 2002./03. Tomáš Ujfaluši je bio važna karika HSV-a koji je završio prvenstvo na 4. mjestu.
2004. češki igrač potpisuje za Fiorentinu koja se uspješno vratila u Serie A nakon dugogodišnjeg izbivanja zbog bankrota kluba. Nakon 150 službenih utakmica u dresu Viola gdje je igrao na poziciji desnog beka, Ujfaluši prelazi u Atlético Madrid.
U svojoj prvoj sezoni u Atléticu, Ujfaluši je s klubom osvojio 4. mjesto u Primeri te je s klubom nastupao u Ligi prvaka. Tijekom sezone 2009./10. klub je osvojio 9. mjesto u prvenstvu ali najveći uspjeh bilo je osvajanje Europske lige. Ujfaluši je u tom natjecanju nastupao osam puta, uključujući i finale protiv engleskog premijerligaša Fulhama.

### Reprezentativna karijera
Tomáš Ujfaluši je za češku reprezentaciju debitirao 2001. godine. Prvo veliko natjecanje na kojem je sudjelovao s reprezentacijom bilo je Europsko prvenstvo u Portugalu 2004., gdje je odigrao četiri utakmice. Na Svjetskom prvenstvu u Njemačkoj 2006. isključen je na utakmici skupine protiv Gane. Na Europskom prvenstvu u Austriji i Švicarskoj, proglašen je igračem utakmice, na utakmici otvaranja turnira između Češke i domaćina Švicarske. Na tom turniru za reprezentaciju je nastupio tri puta.
Nakon osam godina provedenih u nacionalnoj reprezentaciji, u kojoj je s vremenom postao kapetan, igrač je napustio nacionalnu momčad 8. travnja 2009. Jedan od razloga bio je i incident kada su on i još petorica reprezentativaca bili izvrijeđani od strane gostiju u jednom restoranu zbog poraza od Slovačke 1. travnja 2009. u sklopu kvalifikacija za Mundijal u Južnoj Africi 2010.

## Privatni život
Ujfaluši je oženjen za suprugu Kateřinu.

## Osvojeni trofeji

### Klupski trofeji
| Klub            | Natjecanje                     | Sezona (godina) |
| Njemačka        | Njemačka                       | Njemačka        |
| --------------- | ------------------------------ | --------------- |
| HSV             | Njemački Liga kup              | 2003.           |
| Španjolska      |                                |                 |
| Atlético Madrid | UEFA Europska liga             | 2009./10.       |
| Atlético Madrid | Europski Superkup              | 2010.           |
| Atlético Madrid | Španjolski Superkup (finalist) | 2009./10.       |

## Vanjske poveznice
- Statistika igrača na Fussballdaten.de
- Profil igrača na BDFutbol.com
- Statistika igrača na Fotbal.cz  Arhivirana inačica izvorne stranice od 27. rujna 2007. (Wayback Machine)
- Statistika igrača na National-football-teams.com